# Forschungsreaktor München

Blason de Garching, avec lAtomei.

Le Forschungsreaktor München (FRM ou FRM I - aussi appelé réacteur de recherche de Garching) est le premier réacteur nucléaire de recherche allemand, mis en service le 31 octobre 1957 à Garching bei München et arrêté le 28 juillet 2000. Il appartient à l'université technique de Munich. D'une puissance de 4 MW, il était destiné à la production de neutrons à fins de recherche scientifique. Il devrait devenir une extension de son successeur, le FRM II.
Du fait de sa coupole en forme d'œuf, intégrée dans le blason de Garching, il est aussi appelé Atomei (œuf atomique) et est placé sous protection du patrimoine culturel.